# Sergio Muñoz
Pour les articles homonymes, voir Muñoz.
Sergio Muñoz Escribano (né le 30 août 1989 à Soria) est un gymnaste espagnol.